# ジョン・マック

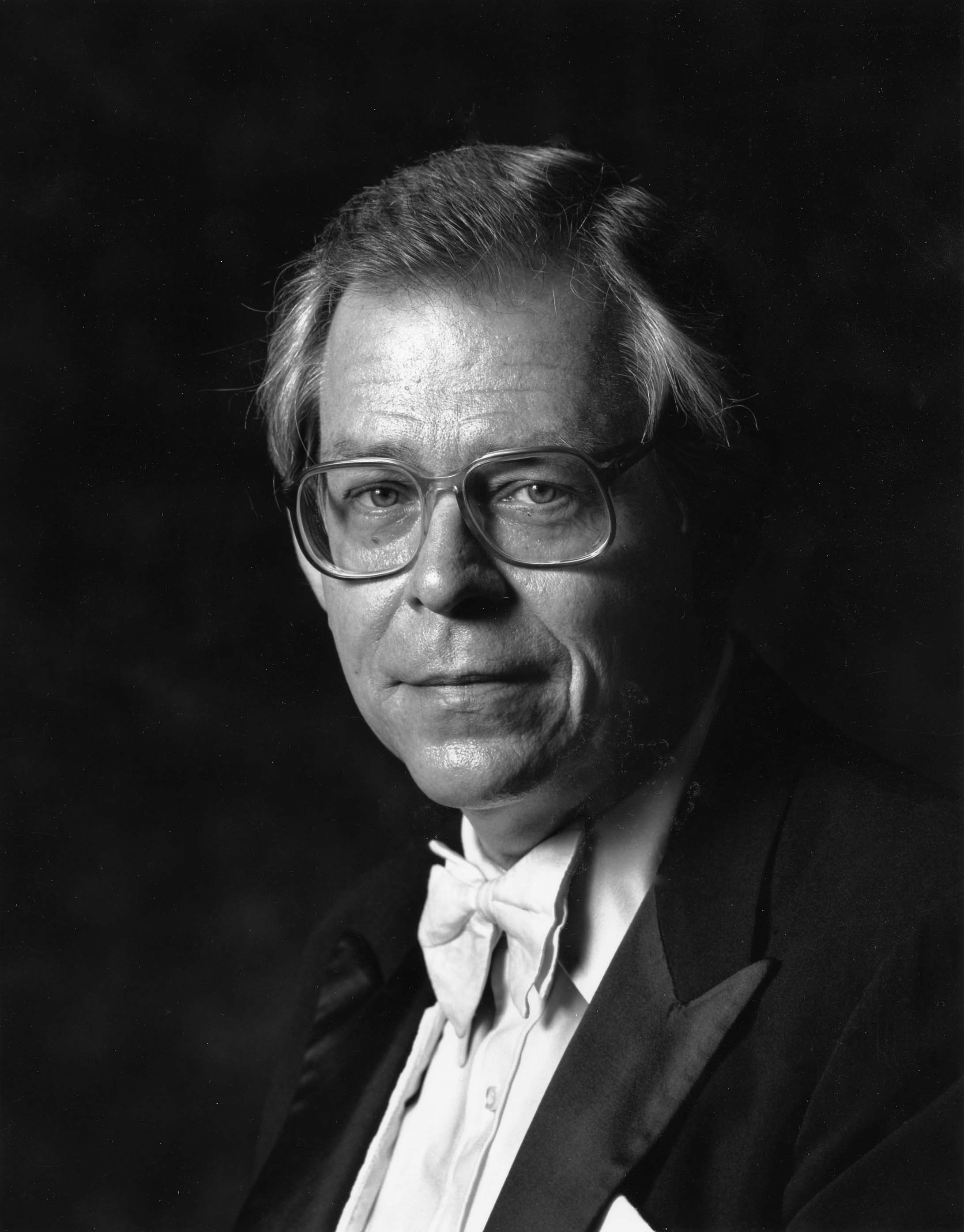
ジョン・マック

ジョン・マック（John Mack、1927年10月30日 - 2006年7月23日）はアメリカ合衆国の著名なオーボエ奏者。フランス式の演奏法に伝統的な鋭い音色に飽き足らず、温かみのある独自の音色を加えたことで知られている。長らくクリーヴランド管弦楽団の首席奏者として名声を博した。
（一部に「フィラデルフィア管弦楽団在籍」の情報があるが誤りである。フィラデルフィアでのタビュトーの後継者はジョン・デ･ランシーであった。）
ニュージャージー州サマヴィル出身。ジュリアード音楽学校でハロルド・ゴンバーグとブルーノ・ラバーテに、その後カーティス音楽院でマルセル・タビュトーに師事。
職業音楽家として最初の経験は、サドラーズ・ウェルズ劇場バレエ団のアメリカ巡業（1951年～1952年）に同行したことであった。その後ニューオーリンズ交響楽団の首席オーボエ奏者に任命された後、ルイジアナ州立大学の教壇に立ち、1963年から1965年までナショナル交響楽団に加わった。プラドやペルピニャンのカザルス音楽祭にも首席オーボエ奏者として参加している。1960年代には同じくカザルスの招きでマールボロ音楽祭に参加、マルセル・モイーズの指導するアンサンブルで日本からの参加者鈴木清三とも共演している。
1965年にジョージ・セルによってクリーヴランド管弦楽団の首席オーボエ奏者に任命されると、2001年に勇退するまで、セルとその後継指揮者（ロリン・マゼールとクリストフ・フォン・ドホナーニ）のもとで活動を続けた。
「教育とは、聖職のようなものです」と語ったマックは、音楽教師としても、クリーヴランド音楽院オーボエ科の主任教授を勤めたほか、母校ジュリアード音楽学校の教壇に立ち、またノースカロライナ州リトル・スウィッツァーランドにおいて夏季講習会「ジョン・マック・オーボエ・キャンプ」を主宰した。
彼の演奏は、タビュトーの影響にあるが、抑制されたヴィブラート、「ため」の少ないイン・テンポでのフレーズ設定など、どちらかと言えば禁欲的な姿勢の中に曲の本質を抉り出して行くもので、彼がプロテスタントの牧師の子として生を受けた事とも繋がっていると言えよう。
なお、日本のオーボエ奏者、リード製作者として実績を持つ高橋勇美はジョン・マックのクリーヴランド音楽院での教え子である。
クリーヴランド管弦楽団より創設25周年記念作品としてエレン・ターフェ・ツヴィリヒに委嘱された《オーボエ協奏曲》は、マックの独奏によって初演された。
オハイオ州クリーヴランドにて脳腫瘍のため他界した。